# Maria Luisa Aguilar
Maria Luisa Aguilar Hurtado (Jauja, 20 juin 1938 – Lima, 29 octobre 2015) est une astronome péruvienne. Connue pour être la première astronome professionnelle du pays, elle part faire ses études en Argentine. Elle revient ensuite vers son pays natal et rejoint en 1974 l’Union astronomique internationale. Elle promeut l'astronomie, enseigne et dirige son programme à l’université nationale principale de San Marcos pendant de nombreuses années.

## Biographie
Maria Luisa Aguilar est née à Jauja en 1938. Elle déménage à Lima et effectue sa scolarité dans le lycée de jeunes filles Elvira García y García. Elle décide d’étudier les mathématiques à l’université de San Marcos et souhaite découvrir ensuite l’astronomie. A cette époque le Pérou ne dispensait pas de cours dans ce domaine et Maria Luisa part en Argentine à l'université nationale de La Plata. Elle reçoit son diplôme d’astronomie spécialisé en spectroscopie et atmosphère stellaire. 
De retour au Pérou, elle enseigne la physique et l’astronomie à l’université nationale principale de San Marcos pendant 45 ans. Elle participe à la promotion de sa discipline par différents moyens ; dans un premier temps en organisant des sessions d’astronomie le vendredi puis des cours pour les passionnées et les étudiants.  Elle fonde ensuite un séminaire à part entière intitulé « Seminario Permanente de Astronomía y Ciencias Espaciales (SPACE) » et mettra un terme au manque de programmes en astronomie au Pérou. Elle devient membre de l'UAI, organise des colloques et collabore avec le journal El Comercio dans les années 90 pour vulgariser l'astronomie. 
Elle exprime sa difficulté d’étudier dans des classes majoritairement composé d’hommes et qualifie l’environnement de machiste. Sa condition de femme, accentué par le fait d’être la seule astronome du Pérou à l’époque, amènera plusieurs professeurs de son université à discréditer sa réussite en qualifiant l’astronomie de n’être qu’un choix de carrière pour les femmes, sous entendu : simple,. Lors de sa remise de la médaille d'honneur péruvienne "José Antonio Encinas" elle avoue : 
« Para hacer algo en el Perú hay que ser más terco que la realidad y empecinarse en ello. »
— Maria Luisa, 20 Octobre 2010

« Pour faire quelque chose au Pérou, il faut être plus têtu que la réalité et s'y tenir. »
Elle meurt le 29 octobre 2015 à l'âge de 77 ans.